# Гладке (Чернігівський район)
Гладке́ — село в Україні, у Козелецькій міській громаді Чернігівського району Чернігівської області. Населення становить 371 особу. До 2016 року орган місцевого самоврядування — Патютинська сільська рада.

## Географічне розташування
Село Гладке розташоване за 66 км від обласного центру та 13 км від адміністративного центру селищної громади.

## Історія
Глаткова хутір був згаданий у переписній книзі Малоросійського приказу (1666). Також наведено відомості про 4 жителів хутору: Андрюшка Денисенко Глатков із 2 волами, Івашко Титов на ґрунті (без тяглової худоби), Сенка Ѳадѣев із конем та Мишка Тищенко з волом. Так само згадано Сморчкова хутір (Сморшки, що згодом увійшли до Гладкого): Ондрюшка Приймак на ґрунті з конем та Максимко Кишкин із волом.
13 жовтня 2016 року, в ході децентралізації, Патютинська сільська рада об'єднана з Козелецькою селищною громадою Козелецького району.
27 травня 2018 року відзначено день села.
12 червня 2020 року, відповідно до розпорядження Кабінету Міністрів України № 730-р «Про визначення адміністративних центрів та затвердження територій територіальних громад Чернігівської області», затверджено склад Козелецької селищної громади.
19 липня 2020 року, в результаті адміністративно-територіальної реформи та ліквідації Козелецького району, село увійшло до складу Чернігівського району Чернігівської області.

## Політика

### Парламентські вибори, 2019
На позачергових парламентських виборах 2019 року у селі функціонувала окрема виборча дільниця № 740293, розташована у приміщенні клубу.
Результати
- зареєстровано 268 виборців, явка 67,16%, найбільше голосів віддано за «Слугу народу» — 34,46%, за Всеукраїнське об'єднання «Батьківщина» — 19,77%, за Аграрну партію України — 19,21%[6]. В одномандатному окрузі найбільше голосів отримав Борис Приходько (самовисування) — 52,25%, за Сергія Коровченка (самовисування) — 16,85%, за Олега Дмитренка (самовисування) — 10,11%[7].

## Населення
1901 року у "деревне" Гладке - 559 жителів.

### Мова
Розподіл населення за рідною мовою за даними перепису 2001 року:
| Мова       | Кількість | Відсоток |
| ---------- | --------- | -------- |
| українська | 450       | 99.34%   |
| російська  | 3         | 0.66%    |
| Усього     | 453       | 100%     |